# Die Schlümpfe und die Zauberflöte
Die Schlümpfe und die Zauberflöte (Originaltitel: La Flûte à six schtroumpfs) ist ein belgisch-französischer Zeichentrickfilm aus dem Jahr 1975. Es ist der erste Kinofilm mit den Schlümpfen, basiert auf Peyos gleichnamigem Comic aus der Reihe Johann und Pfiffikus und kam am 24. Dezember 1975 in Belgien in die Kinos. Am 7. Oktober 1976 hatte er seine Deutschlandpremiere.

## Handlung
Der Edelpage Johann und der König empfangen einen fahrenden Musikinstrumentenhändler auf dem königlichen Schloss. Der Händler möchte dem Hofnarren Kukuruz, auch Pfiffikus genannt, einige Musikinstrumente verkaufen. Johann und der König sind davon allerdings nicht begeistert und setzen den Händler vor die Tür. Dabei verliert dieser eine seltsame kleine Flöte, die nur sechs Löcher hat. Damit diese unter keinen Umständen Pfiffikus in die Hände fällt, beschließt der König, die Flöte zu verbrennen. Als er sie jedoch in sein Kaminfeuer wirft, wird der Rauch zu beißend grünem Qualm, der im ganzen Schloss Alarm auslöst.
Nachdem das Feuer gelöscht ist, findet Pfiffikus in der Asche die unversehrte Flöte, sehr zum Leidwesen des Königs. Nachdem Pfiffikus die Flöte gereinigt hat, möchte er den Schlossbewohnern ein kleines Ständchen bringen. Doch jeder, dem er etwas vorspielt, fängt an zu tanzen und fällt schließlich in Ohnmacht. Die Flöte besitzt Zauberkräfte. Als Johann dies herausfindet, fordert er Pfiffikus auf, ihm die Flöte zu übergeben. Doch Pfiffikus möchte sein neues Spielzeug nicht mehr hergeben und versteckt sie.
Der glücklose Händler versucht seine Instrumente nun in einem nahe gelegenen Gasthaus zu verkaufen. Jedoch hat auch hier keiner Interesse an seiner Ware. Erst als er die kleine Flöte mit den sechs Löchern erwähnt, wird ein zwielichtiger Gast namens Bruno Böse plötzlich aufmerksam. Er möchte dem Händler die Flöte abkaufen. Dieser jedoch erzählt, dass er die Flöte auf dem königlichen Schloss verloren habe. Bruno Böse macht sich sofort auf den Weg.
Während eines Banketts trifft Böse auf Pfiffikus und bittet diesen, ihm seine Musikinstrumentensammlung zu zeigen. Er setzt mit der magischen Flöte Pfiffikus außer Gefecht und flieht. Darauf plündert er alle Banken und Goldschmiede im ganzen Land aus und häuft so ein gewaltiges Vermögen an. Johann, Pfiffikus und seine Ziege Biquette verfolgen den Schurken, werden jedoch durch die Macht der Flöte auf Distanz gehalten.
In ihrer Not bitten Johann und Pfiffikus den weisen Zauberer Homnibus um Hilfe. Dieser erklärt den beiden, dass nur die Schlümpfe das Geheimnis der Flöte kennen. Daraufhin versetzt er die beiden in das verwunschene Land dieser kleinen, blauen Wesen.
Nachdem die beiden im Schlumpfdorf Papa Schlumpf getroffen haben, verspricht ihnen dieser seine Hilfe: Er und die Schlümpfe fertigen für Johann und Pfiffikus eine weitere Flöte an, mit der sie die Macht der anderen Flöte brechen können.
Währenddessen besucht Bruno Böse seinen alten Komplizen, den Räuberhauptmann Baron von Finsterburg. Böse erzählt ihm, dass er mit Hilfe seines Reichtums Söldner anheuern will, mit denen er das Königreich stürzen und sich selbst zum König ausrufen will. Diese Söldner will er auf einer unbekannten Insel anheuern. Dabei werden die beiden jedoch von zwei Schlümpfen belauscht, die sofort Papa Schlumpf Bericht erstatten.
Jedoch wurden Johann und Pfiffikus von Homnibus aus dem Land der Schlümpfe zurückgeholt, bevor diese ihnen die neue Flöte übergeben konnten. Darauf reist das ganze Schlumpfvolk den beiden nach und übergibt ihnen die Flöte. Mit Hilfe eines Fischers und einer gefälschten Nachricht gelingt es Johann, Baron von Finsterburg hereinzulegen: Er führt Johann, Pfiffikus und vier Schlümpfe (Papa Schlumpf, Schlaubi, Hefty und Muffi) zu der geheimen Söldnerinsel. Dort entbrennt nach kurzer Zeit ein heftiges Flötenduell zwischen Pfiffikus und Bruno Böse. Dieser unterliegt. Baron von Finsterburg und Bruno Böse werden in Ketten gelegt. Johann, Pfiffikus und die vier Schlümpfe kehren mit ihren Gefangenen zurück ins Schloss, wo sie von dem König, Homnibus, den Schlossbewohnern und den restlichen Schlümpfen mit großer Freude empfangen werden. Pfiffikus ärgert sich, da er eine nachgemachte Flöte zurückbehalten hat, welche er mit einer der echten austauschen wollte.

## Synchronisation
Für die deutsche Übersetzung zeigten sich Heinrich Riethmüller (Liedtexte) und Eberhard Cronshagen (Dialoge) verantwortlich.

| Rolle                         | französischer Sprecher | deutscher Sprecher  |
| ----------------------------- | ---------------------- | ------------------- |
| Johann                        | William Coryn          | Stefan Krause       |
| Pfiffikus (OV: Pirlouit)      | Michel Modo            | Oliver Grimm        |
| König                         | Albert Médina          | Paul Esser          |
| Zauberer Homnibus             | Henri Crémieux         | Wilhelm Borchert    |
| Zauberlehrling Oliver         | Serge Nadaud           | Joachim Pukaß       |
| Papa Schlumpf                 | Michel Elias           | Wolfgang Spier      |
| Schlaubi, der Brillenschlumpf | Jacques Ruisseau       | Dieter Kursawe      |
| Muffi, der Miesepeterschlumpf | Jacques Marin          | Dieter Kursawe      |
| Farmy, der Bauernschlumpf     | Jacques Ruisseau       | Dieter Kursawe      |
| Torti, der Leckerschlumpf     | Roger Crouzet          | Claus Jurichs       |
| Poeti, der Dichterschlumpf    | Jacques Marin          | Claus Jurichs       |
| Jokey, der Witzboldschlumpf   | Roger Crouzet          | Claus Jurichs       |
| Fauli, der Schlafschlumpf     | Roger Crouzet          | Andreas Mannkopff   |
| Handy, der Bastelschlumpf     | Jacques Ruisseau       | Andreas Mannkopff   |
| sonstige Schlümpfe            | Roger Crouzet          | Andreas Mannkopff   |
| Bruno Böse                    | Albert Médina          | Heinz Theo Branding |
| Baron von Finsterburg         | Jaques Dynam           | Arnold Marquis      |
| Händler                       | Angelo Bardi           | Wolfgang Völz       |
| Fischer                       | Henri Labussière       | Joachim Kemmer      |
| Wirt                          | unbekannt              | Erich Fiedler       |
| Haushofmeister                | unbekannt              | Helmut Heyne        |
| Finanzminister des Barons     | Serge Nadaud           | Helmut Heyne        |
| Hauptmann der Wache           | Serge Nadaud           | Manfred Meurer      |
| Hofdame                       | Ginette Garcin         | Inge Landgut        |
| Schwerhöriger Mann            | unbekannt              | Knut Hartwig        |

## Rezeption
In der zeitgenössischen deutschsprachigen Kritik wurde der Film einhellig als reiner Kinderfilm angesehen, die Meinungen darüber hinaus waren geteilt. Recht positiv war das Urteil im Filmbeobachter. Zwar bemängelte man dort, dass der Film „nicht unbedingt den Erkenntnissen fortschrittlicher Kinderpädagogik“ entsprechen würde, lobte aber, dass er sein Publikum ernst nimmt und nicht glaubt, „Kindern Kindisches vorsetzen zu müssen“. Zudem überzeuge er durch eine „mitreissend und intelligent inszeniert[e]“ Geschichte und Bilder, die „von Einfallsreichtum und handwerklicher Sorgfalt“ zeugen.
Die Kritikerin des film-dienst hingegen stufte den „streckenweise unnötig infantilen, albernen Dialog“ als allenfalls kindgerecht, für Erwachsene und auch Jugendliche störend ein. Die Figuren wären klar in Gut und Böse unterteilt, die Schwarz-Weiß-Malerei würde aber ironisch gebrochen, was sie etwas abmindert. „Für Freunde dieser Gattung“ wäre der Film „ein anspruchslos-unterhaltsamer Zeitvertreib.“ Die Kommission des Filmdienstes widersprach leicht der Kritikerin, da sie den Film ab 8 Jahren empfahl, und damit für ein älteres Publikum als die damalige FSK-Einstufung ab 6.
Laut der Schweizer Zeitschrift Zoom „ist «Die Schlümpfe» ein eher langweiliger Trickfilm geworden.“ Es wurde auch bemängelt, dass der Film in der Schweiz in Originalfassung mit deutschen Untertiteln lief, obwohl er „sich schon an kleine Kinder, auch des Vorschulalters“, wenden würde. Hier hätte man also bereits die zeitgenössische FSK-Freigabe ab 6 für zu hoch gehalten.
Der indirekte Einfluss des Films war gravierender. Zwar gab es bereits Ende der 1950er Jahre Merchandising-Produkte zu den Schlümpfen, mit Erscheinen des Films nahm das Ausmaß davon jedoch massiv zu. Für Deutschland sicherte sich Schleich die Rechte, für USA die Firma Wallace Berrie & Co. In den Vereinigten Staaten kam der Film zwar erst später in die Kinos, über den „Umweg“ der Plastikfiguren führte er dennoch zur Produktion der Fernsehserie aus den Hanna-Barbera-Studios.
Mit letzterer wurde er 2005 vom US-amerikanischen Animationsfilmhistoriker Jerry Beck verglichen, der darin eine auf 74 Minuten ausgedehnte Episode sieht. Der Film sei, abgesehen von Kindern, nur für Schlumpf-Komplettisten passable Unterhaltung ohne besondere Höhepunkte oder künstlerischem Anspruch. „Als Teil der 1980er Popkultur sind die Schlümpfe klassische Ikonen und allein aus nostalgischen Gründen mag der Film einen Blick wert sein.“

## Sonstiges
- Dieser Film basiert auf dem Johann und Pfiffikus-Album Die Schlümpfe und die Zauberflöte.
- In der Verfilmung treten einige individuelle Schlümpfe (wie Schlaubi, Muffi oder Jokey) auf. Im Comic unterscheidet sich zunächst nur Papa Schlumpf von den anderen Schlümpfen.
- Papa Schlumpfs Charakter ist im Film viel freundlicher als in Peyos Originalgeschichte, in der er sehr leicht reizbar ist.
- Im Comic ist die Darstellung des Schlumpfenlandes sehr karg. Im Film leben die Schlümpfe jedoch in einem sehr üppigen Wald mit vielen farbenfrohen Pflanzen.
- Im Film stehen Papa Schlumpf und drei weitere Schlümpfe, Johann und Pfiffikus im Kampf gegen Bruno Böse zur Seite.
- In einer verworfenen Szene sollte Johann und Pfiffikus in Schlumpfenland auf den Erzfeind der Schlümpfe, den Zauberer Gargamel und seinen Kater Azrael treffen. Es war geplant, dass Louis de Funès Gargamel seine Stimme leihen sollte. Da Gargamel und Azrael jedoch in der original Comic-Geschichte nicht vorkamen und diese Szene den Filmverlauf verlangsamt hätte, wurden die beiden aus dem Drehbuch gestrichen.
- Peyo selbst animierte im Film einige Szenen, unter anderem die Anfangssequenz mit den Schlümpfen, die Hypnokineseszene mit Homnibus und einige Szenen mit seinem Lieblingscharakter Pfiffikus.
- Der Film wurde im Juli 2011 als deutsche DVD ohne französischen Ton veröffentlicht.
- 1977 erschien bei Piccolo Film eine 17-minütige Fassung mit deutschem Ton auf Super 8. Diese Fassung kann durch die zusätzlichen Kommentare aus dem Off als langer Trailer betrachtet werden. Ebenso gab es eine 7-minütige Kurzfassung mit dem Titel "Das Lied der Schlümpfe" auf Super 8. Dafür wurden Teile aus der längeren Fassung übernommen.